# Israel Nesselius
Israel Nesselius, né en 1667 dans la paroisse de Enköpings-Näs, mort le 21 mai 1739 à Uppsala, était un linguiste suédois.

## Biographie
Israël Nesselius est le fils du fermier Johan Larsson. Diplômé de l'université d'Uppsala en 1687, il y est responsable de la nation Fjärdhundra en 1694, 1696-1698 et 1724-1739. Cependant, il a du mal à financer ses études et fait plusieurs pauses pour travailler comme précepteur. Il voyage à l'étranger avec le noble Erik Sparre dans les années 1690, et se trouve à Paris au début de la Grande Guerre du Nord. Il rentre ensuite en Suède, mais peu de temps après, il se rend à nouveau à l'étranger en tant que précepteur de Carl Gustaf Hildebrand. Hildebrand meurt en Angleterre en 1701 au cours d'un voyage. En 1701 et 1702, Nesselius étudie à l'université de Leyde, en Hollande.
De retour en Suède, Nesselius postule pour un poste à l'université d'Uppsala, mais ne l'obtient pas. En 1705, il devient professeur de grec et de langues orientales à l'Académie royale d'Åbo. Le pro-chancelier Johannes Gezelius le Jeune s'oppose à cette nomination. En 1707, il réussit à faire transformer sa chaire en une chaire d'éloquence. Gezelius accuse Nesselius de se désintéresser des questions religieuses et de nourrir des sympathies pour le piétisme, car il ne partage pas l'orthodoxie de Gezelius. À partir de 1709, Nesselius est inspecteur de la nation ostrobothnienne et recteur de l'Académie de 1711 à 1712. Lorsque Turku est occupée par les Russes en 1713, il se réfugie en Suède. En 1716, Nesselius est nommé professeur de grec à l'université d'Uppsala. Il y est doyen de la faculté de philosophie en 1725, 1729 et 1734, et recteur de l'université au semestre de printemps de 1720, au semestre d'automne de 1727 et au semestre de printemps de 1732.